# Misjonarz świecki
Misjonarz świecki – osoba działająca z posłania Kościoła w kraju misyjnym, w sposób charakterystyczny dla jej świeckiego powołania. Najbardziej znani obecnie polscy misjonarze świeccy to dr Wanda Błeńska i dr Helena Pyz. Obecnie na wyjazdy do krajów misyjnych świeccy są kierowani za pośrednictwem zakonów lub Instytutu Misyjnego Laikatu.